# Clematis clarkeana
Clematis clarkeana är en ranunkelväxtart som beskrevs av H. Lév. och Eugène Vaniot. Clematis clarkeana ingår i släktet klematisar, och familjen ranunkelväxter. Inga underarter finns listade i Catalogue of Life.